# Androniszki (okręg wileński)
Androniszki (lit. Andrioniškės) – wieś na Litwie, w okręgu wileńskim, w rejonie wileńskim, w gminie Niemenczyn.

## Historia
W dwudziestoleciu międzywojennym dwie wsie leżące w Polsce, w województwie wileńskim, w powiecie wileńsko-trockim, w gminie Niemenczyn. W 1931 miejscowości liczyły:
- Androniszki I – 30 mieszkańców, zamieszkałych w 5 budynkach,
- Androniszki II – 27 mieszkańców, zamieszkałych w 6 budynkach[1].

Po II wojnie światowej w granicach Związku Sowieckiego. Od 1991 na niepodległej Litwie.